# Лофотска острва
Лофотска острва (норв. Lofoten) су острвље у Норвешком мору, оквиру Норвешке. То је највећа скупина острва у оквиру државе. Управно острва припадају округу Нордланд.
Лофотска острва чини велики број острва. Три већа острва су Ауствогсеја, Вествогсеја и Москенесеја. 
Последњих деценија Лофотска острва постају једно од главних туристичких одредишта у Норвешкој, пре свега захваљујући свом изузетном пределу.

## Природни услови
Површина Лофотских острва је 1425 km². Острва су сва са веома разуђеном обалом, са бројним малим заливима и полуострвима. Осртва су сва планинска, са веома покренутим тлом.
Због утицаја Голфске струје клима је веома блага за ово поднебље (изнад северног поларника). стога су лета свежа, а зиме благе.

## Становништво и насеља
На Лофотским острвима данас живи око 20 хиљада становника, махом упослених у риболову и преради рибе. Последњих година туризам је све важнија делатност острвљана.
Највеће насеље и једино са звањем града је градић Сволвер.

## Збирка слика
- Типичан предео Лофотских острва
- Сликовити Рејне
- Викиншки музеј
- Највеће насеља острвља, Сволер